# Thin Lizzy (альбом)
Thin Lizzy — дебютный студийный альбом ирландской хард-рок-группы Thin Lizzy, вышедший в 1971 году.

## Об альбоме
Согласно данным в конверте альбома, запись альбома началась 4 января 1971 года. Ровно пятнадцать лет спустя, 4 января 1986 года скончался вокалист группы Фил Лайнотт.
AllMusic назвала альбом «неожиданно зрелым», но некоторые песни звучат «путанно и незаконченно». Отмечалось, что Лайнотт, основной автор песен, тогда ещё только только начинал развиваться, и переполненные фолком ранние работы группы ещё были далеки от принёсшего им славу хард-рока. В сущности только «Look What the Wind Blew In» содержит намёки на недюжинный потенциал, который раскроется позже.
При переиздании альбома на CD в 1990 году было добавлено ещё четыре трека с New Day EP.

## Список композиций
Слова и музыка всех песен — Фил Лайнотт, если не указано иное.
| №  | Название                                 | Автор(ы)               | Длительность |
| -- | ---------------------------------------- | ---------------------- | ------------ |
| 1. | «The Friendly Ranger at Clontarf Castle» | Эрик Белл, Фил Лайнотт | 2:57         |
| 2. | «Honesty Is No Excuse»                   |                        | 3:34         |
| 3. | «Diddy Levine»                           | Эрик Белл              | 3:52         |
| 4. | «Ray-Gun»                                |                        | 2:58         |
| 5. | «Look What the Wind Blew In»             |                        | 3:16         |

| №  | Название                     | Автор(ы)                 | Длительность |
| -- | ---------------------------- | ------------------------ | ------------ |
| 1. | «Éire»                       |                          | 2:04         |
| 2. | «Return of the Farmer’s Son» | Майкл Дауни, Фил Лайнотт | 4:05         |
| 3. | «Clifton Grange Hotel»       |                          | 2:22         |
| 4. | «Saga of the Ageing Orphan»  |                          | 3:39         |
| 5. | «Remembering, Pt. 1»         |                          | 5:57         |

| №   | Название                                    | Автор(ы)                             | Длительность |
| --- | ------------------------------------------- | ------------------------------------ | ------------ |
| 11. | «Dublin»                                    |                                      | 2:27         |
| 12. | «Remembering Part 2 (New Day)»              | Робин Белл, Майкл Дауни, Фил Лайнотт | 5:06         |
| 13. | «Old Moon Madness»                          |                                      | 3:56         |
| 14. | «Things Ain’t Working Out Down at the Farm» |                                      | 4:32         |

| №   | Название                                                                          | Длительность |
| --- | --------------------------------------------------------------------------------- | ------------ |
| 11. | «The Farmer» (Single 'A' Side)                                                    | 3:40         |
| 12. | «Dublin» (New Day EP)                                                             | 2:30         |
| 13. | «Remembering Part 2 (New Day)» (New Day EP)                                       | 5:08         |
| 14. | «Old Moon Madness» (New Day EP)                                                   | 3:56         |
| 15. | «Things Ain’t Working Out Down at the Farm» (New Day EP)                          | 4:32         |
| 16. | «Look What the Wind Blew In» (1977 overdubbed and remixed version)                | 3:22         |
| 17. | «Honesty Is No Excuse» (1977 overdubbed and remixed version)                      | 2:46         |
| 18. | «Dublin» (1977 overdubbed and remixed version)                                    | 2:32         |
| 19. | «Things Ain’t Working Out Down at the Farm» (1977 overdubbed and remixed version) | 3:58         |

## Участники записи
Список составлен по сведениям базы данных Discogs.

| Thin Lizzy: - Фил Лайнотт — бас-гитара, вокал, акустическая гитара - Эрик Белл — электрогитара, двенадцатиструнная гитара - Брайан Дауни — ударные приглашённый музыкант: - Айвор Раймонд — меллотрон (в песне «Honesty Is No Excuse») - Эрик Риксон — клавишные (в песне «The Farmer» в переиздании 2010 года) - Гэри Мур — дополнительная гитара и клавишные (в песнях 16—19 в переиздании 2010 года) - Мидж Юр — дополнительный вокал и гитара (в песнях 16—19 в переиздании 2010 года) | Технический персонал: - Скотт Инглиш — продюсер - Ник Таубер — продюсер - Питер Райнстон — звукоинженер - Джек Лоу — мастеринг-инженер, инженер нарезки лакового слоя - Дэвид Веджбери — фотограф (фотографии для лицевой стороны обложки) - Дженнифер Эдвардс — фотограф (фотографии для задней стороны обложки) |